# Leichtathletik-Weltmeisterschaften 2009/Teilnehmer (Bahrain)
| Gelbes Symbol für Goldmedaillen mit stilisierten Olympischen Ringen | Graues Symbol für Silbermedaillen mit stilisierten Olympischen Ringen | Braundes Symbol für Bronzemedaillen mit stilisierten Olympischen Ringen |
| ------------------------------------------------------------------- | --------------------------------------------------------------------- | ----------------------------------------------------------------------- |
| 2                                                                   | —                                                                     | 1                                                                       |

Der bahrainische Leichtathletik-Verband stellte neun Athleten bei den Leichtathletik-Weltmeisterschaften 2009 in Berlin.

## Ergebnisse

### Männer

#### Laufdisziplinen
| Athlet              | Disziplin        | Vorlauf        | Vorlauf | Halbfinale     | Halbfinale | Finale             | Finale             |
| Athlet              | Disziplin        | Zeit           | Platz   | Zeit           | Platz      | Zeit               | Platz              |
| ------------------- | ---------------- | -------------- | ------- | -------------- | ---------- | ------------------ | ------------------ |
| Belal Mansoor Ali   | 800 m            | 1:47,16 min    | 20      | 1:46,57 min    | 15         | nicht qualifiziert | nicht qualifiziert |
| Belal Mansoor Ali   | 1500 m           | 3:43,06 min    | 24      | 3:36,87 min    | 8          | 3:37,72 min        | 9                  |
| Yusuf Saad Kamel    | 800 m            | 1:46,43 min SB | 9       | 1:45,01 min SB | 1          | 1:45,35 min        | Bronze             |
| Yusuf Saad Kamel    | 1500 m           | 3:37,59 min    | 5       | 3:36,87 min    | 8          | 3:35,93 min        | Gold               |
| Nasar Sakar Saeed   | Marathon         |                |         |                |            | DNF                | DNF                |
| Khalid Kamal Yaseen | Marathon         |                |         |                |            | 2:20:11 h          | 40                 |
| Tareq Mubarak Taher | 3000 m Hindernis | 8:18,13 min    | 3       |                |            | 8:17,08 min        | 10                 |

#### Sprung/Wurf
| Athlet                 | Disziplin  | Qualifikation | Qualifikation | Finale             | Finale             |
| Athlet                 | Disziplin  | Weite/Höhe    | Platz         | Weite/Höhe         | Platz              |
| ---------------------- | ---------- | ------------- | ------------- | ------------------ | ------------------ |
| Mohamed Youssef Salman | Dreisprung | 16,05 m       | 37            | nicht qualifiziert | nicht qualifiziert |

### Frauen

#### Laufdisziplinen
| Athletin           | Disziplin | Vorlauf     | Vorlauf | Viertelfinale | Viertelfinale | Halbfinale         | Halbfinale         | Finale             | Finale             |
| Athletin           | Disziplin | Zeit        | Platz   | Zeit          | Platz         | Zeit               | Platz              | Zeit               | Platz              |
| ------------------ | --------- | ----------- | ------- | ------------- | ------------- | ------------------ | ------------------ | ------------------ | ------------------ |
| Ruqaya Al Ghasra   | 100 m     | 11,49 s SB  | 23      | 11,51 s       | 24            | nicht qualifiziert | nicht qualifiziert | nicht qualifiziert | nicht qualifiziert |
| Ruqaya Al Ghasra   | 200 m     | 23,34 s SB  | 22      |               |               | 23,26 s SB         | 18                 | nicht qualifiziert | nicht qualifiziert |
| Mimi Belete        | 1500 m    | 4:08,36 min | 11      |               |               | 4:13,30 min        | 24                 | nicht qualifiziert | nicht qualifiziert |
| Maryam Yusuf Jamal | 1500 m    | 4:08,76 min | 14      |               |               | 4:03,64 min        | 1                  | 4:03,74 min        | Gold               |